# Педра Бранка до Амапари
Педра Бранка до Амапари (на португалски: Pedra Branca do Amapari) е град — община в централно-западната част на бразилския щат Амапа. Общината е част от икономико-статистическия микрорегион Макапа, мезорегион Южна Амапа. Населението на общината към 2010 г. е 10 773 души, а територията е 9495.032 km2 (1,13 д./km²).

## История
Община Педра Бранка ду Амапари е основана на 1 май 1992 г. като произходът ѝ се свързва с експлоатацията на злато от самаракасите, примитивно племе от Френска Гвиана.
В последните години развитието ѝ се свързва с минното дело край реката Купиши и жп линията Сантана/Сера. Други аспекти, свързани с развитието на града са разширяването на аграрния сектор и на разширяването на добива на минерални залежи.

## География
Населението на общината към 2010 г. е 10 773 души, т.е. прираст от 168,72% в сравнение с 2000 г., а територията е 9495.032 km2 (1,13 д./km²).
Граничи с общините Ояпоки на север, Сера до Навио на изток, Порто Гранди на югоизток, Мазагао на юг и с Ларанжал до Жари на запад.

## Туристически атракции
- Големи гористи територии – цялата територия на общината има природните условия на гъсти гори.
- Водопади – няколко по-малки водопади в общината са алтернатива за отдих и развлечение.
- Сера ди Тумукумаки – най-западната част на общината обхваща планината Сера ди Тумукумаки, една от най-високите в щата.
- Индиански резерват на Уаянпите – напълно демаркирана територия, тя е обект на голямо внимание от национални и международни организации, свързани със защитата на индианците.

## Образование
Сред проектите на Плана за развитие на образованието, към бразилското Министерство на образованието, възложен на INEP (Национален институт за образователни изследвания), в Северния регион на страната, щат Амапа, обществените градски училища на територията на Педра Бранка до Амапари, през 2005 г. получават следната оценка по IDEB (Индекс на развитие на основното образование):
| IDEB оценка, училище и място | IDEB оценка, училище и място              | IDEB оценка, училище и място |
| ---------------------------- | ----------------------------------------- | ---------------------------- |
| Оценка                       | Училище                                   | Място                        |
| 4,0                          | Щатско училище Проф. Мария Елена Кордейро | 8º                           |